# Surinameses javaneses
Os surinameses javaneses são um grupo étnico de ascendência javanesa no Suriname. Eles estão presentes desde o final do século XIX, quando seus primeiros membros foram selecionados como trabalhadores contratados pelos colonizadores holandeses das antigas Índias Orientais Holandesas.

## História

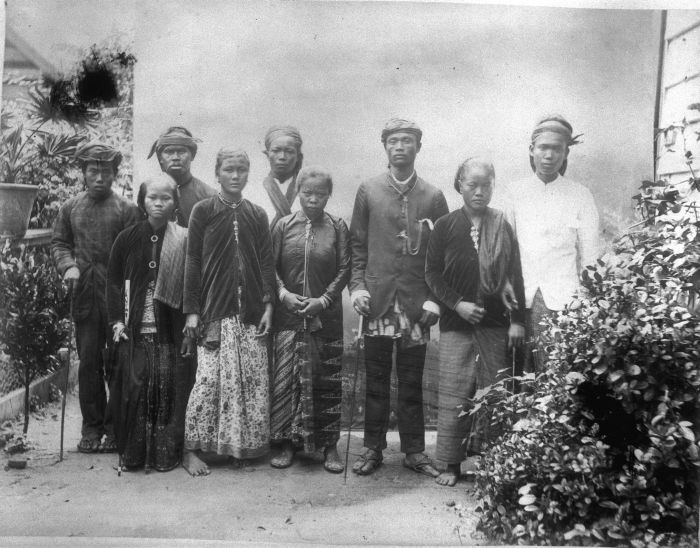
Imigrantes javaneses das Índias Orientais Holandesas, foto tirada entre 1880 e 1900.

Após a abolição da escravatura, as plantações do Suriname precisavam de uma nova fonte de mão de obra. Em 1890, a influente Companhia de Comercio Holandesa, proprietária da plantação Marienburg no Suriname, realizou um teste para atrair trabalhadores javaneses contratados das Índias Orientais Holandesas. Até então, principalmente trabalhadores contratados indianos da Índia britânica trabalhavam nas plantações do Suriname como operários de campo e fábricas. Em 9 de agosto, os primeiros javaneses chegaram a Paramaribo. O teste foi considerado um sucesso e em 1894 o governo colonial assumiu a tarefa de recrutar mão de obra javanesa. Eles vieram em pequenos grupos das Índias Orientais Holandesas para a Holanda e de lá para Paramaribo. O transporte de imigrantes javaneses continuou até 1914 (exceto 1894) em duas etapas por Amsterdã.

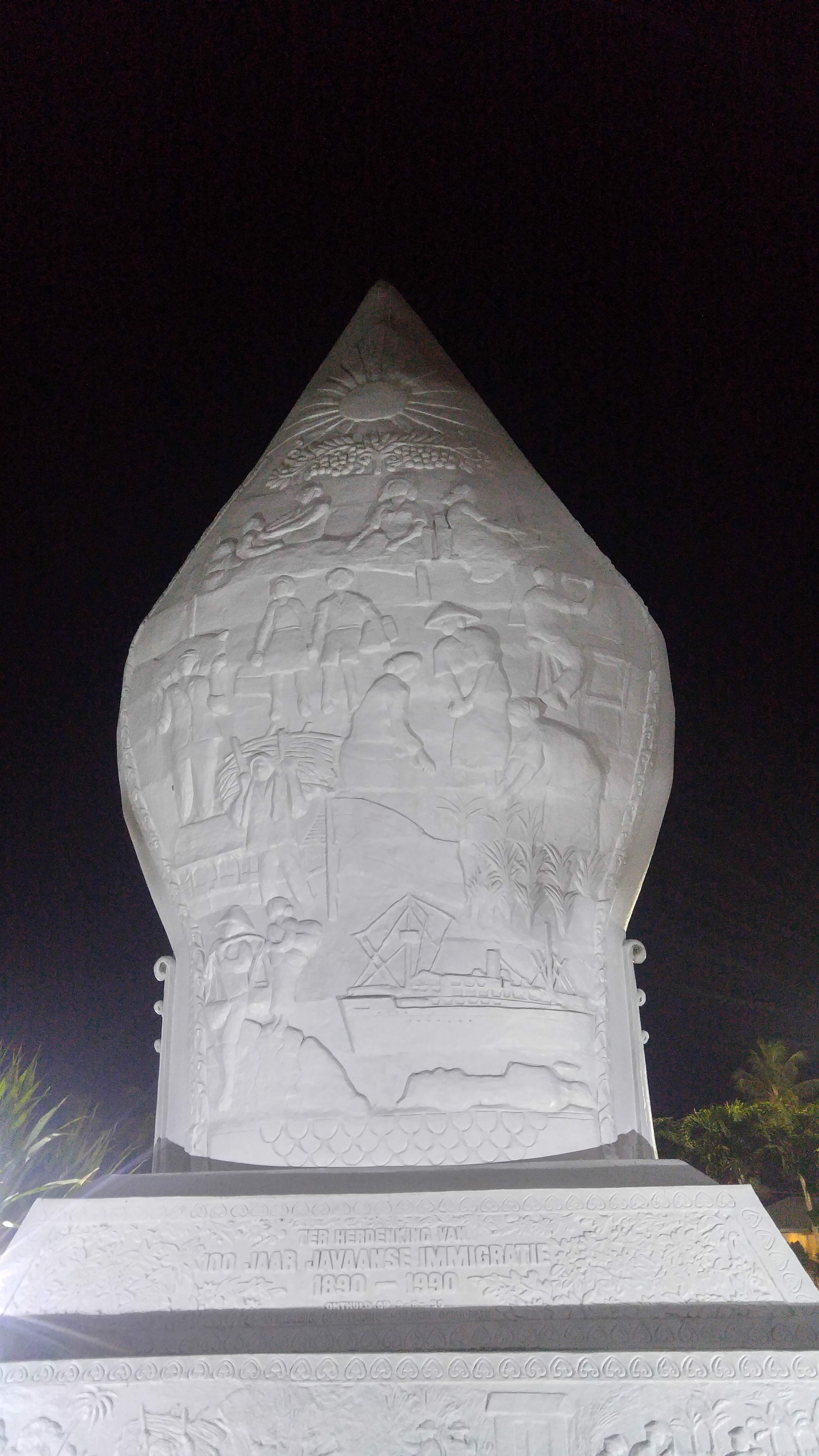
Monumento comemorativo dos 100 anos (1890-1990) da presença javanesa no Suriname. Sana Budaya, Paramaribo, Suriname.

Os trabalhadores vieram de aldeias em Java Central e Oriental. Os pontos de partida foram Batávia, Semarang e Tandjong Priok. Os trabalhadores recrutados e as suas famílias aguardaram a sua partida num armazém, onde foram vistoriados e registados e onde assinaram o seu contrato.
Os imigrantes foram recrutados para trabalhar nas plantações. A exceção foi um grupo em 1904, quando 77 javaneses foram recrutados especificamente para trabalhar na Colonial Railways. Desde a Primeira Guerra Mundial, o javanês também trabalhou na Suriname Bauxite Company em Moengo. A imigração continuou até 13 de dezembro de 1939. A eclosão da Segunda Guerra Mundial acabou com os esquemas de transplante.

## População
Um total de 32.965 imigrantes javaneses foram para o Suriname. Em 1954, 8.684 javaneses retornaram à Indonésia, com o restante permanecendo no Suriname. O censo de 1972 contou 57.688 javaneses no Suriname, e em 2004 havia 71.879. Além disso, em 2004, mais de 60.000 pessoas de ascendência mista foram registradas, com um número desconhecido de ascendência javanesa. Segundo estimativa do Ministério das Relações Exteriores da Indonésia, a população de ascendência javanesa é de aproximdamente 80 mil surinameses javaneses.

## Diáspora
Em 1953, um grande grupo de 300 famílias (1.200 pessoas), liderado por Salikin Hardjo, voltou para a Indonésia no navio Langkuas do Royal Rotterdam Lloyd. Eles pretendiam se estabelecer em Java ou Lampung, mas seu pedido não foi aprovado pelo governo indonésio e, em vez disso, foram enviados para Sumatra Ocidental. Eles estabeleceram a aldeia de Tongar, também conhecida como Tongass na regência de Pasaman, ao norte de Padang, limpando a terra e construindo novas casas. Eles se integraram perfeitamente com a comunidade Minangkabau, apesar do fato de que a maioria dos javaneses eram cristãos. Casamentos com minangkabaus, majoritariamente muçulmanos, eram comuns. Diz-se que a geração atual se identifica mais como indonésia do que surinamesa, mas ainda mantém contatos com familiares e amigos no Suriname e na Holanda, às vezes viajando para esses países.
Na década de 1970, 20.000-25.000 surinameses javaneses foram para a Holanda. Eles se estabeleceram principalmente em torno de cidades como Groningen, Amsterdã, Haia, Rotterdam e Zoetermeer. Eles estão bem integrados na sociedade holandesa, mas preservam sua identidade javanesa por meio de associações e reuniões regularmente organizadas. A maioria ainda tem parentes no Suriname e envia remessas, e visita regularmente o Suriname.

## Pessoas notáveis
- Ranomi Kromowidjojo, nadadora

## ligações externas
- Banco de dados com registros de pessoas em 1890-1930 como trabalhador contratado de Java foi para o Suriname
- www.javanenvansuriname.info